# Aeglocryptus viridis
Aeglocryptus viridis är en stekelart som först beskrevs av Brulle 1846.  Aeglocryptus viridis ingår i släktet Aeglocryptus och familjen brokparasitsteklar. Inga underarter finns listade i Catalogue of Life.